# Liste der Biografien/Niep
Liste der Biografien |
Portal Biografien |
Personensuche
# |
A |
B |
C |
D |
E |
F |
G |
H |
I |
J |
K |
L |
M |
N |
O |
P |
Q |
R |
S |
T |
U |
V |
W |
X |
Y |
Z |
?
 
Na |
Nb |
Nc |
Nd |
Ne |
Nf |
Ng |
Nh |
Ni |
Nj |
Nk |
Nl |
Nm |
Nn |
No |
Nr |
Ns |
Nt |
Nu |
Nv |
Nw |
Nx |
Ny |
Nz
 
Nia |
Nib |
Nic |
Nid |
Nie |
Nif |
Nig |
Nih |
Nii |
Nij |
Nik |
Nil |
Nim |
Nin |
Nio |
Nip |
Niq |
Nir |
Nis |
Nit |
Niu |
Niv |
Niw |
Nix |
Niy |
Niz
 
Nieb |
Niec |
Nied |
Nief |
Nieg |
Nieh |
Niej |
Niek |
Niel |
Niem |
Nien |
Niep |
Nier |
Nies |
Niet |
Nieu |
Niev |
Niew
Die Liste der Biografien führt alle Personen auf, die in der deutschsprachigen Wikipedia einen Artikel haben. Dieses ist eine Teilliste mit 24 Einträgen von Personen, deren Namen mit den Buchstaben „Niep“ beginnt.

## Niep

### Niepa
- Niepagenkemper, Waldemar (1918–2000), deutscher Künstler

### Niepc
- Niépce de Saint-Victor, Claude Félix Abel (1805–1870), französischer Chemiker, Erfinder und Fotograf
- Niépce, Claude (1764–1828), französischer Erfinder
- Niepce, Diana (* 1985), portugiesische Tänzerin, Choreografin und Autorin
- Niépce, Joseph Nicéphore (1765–1833), französischer Miterfinder der FotografieJoseph Nicéphore Niépce (1765–1833)

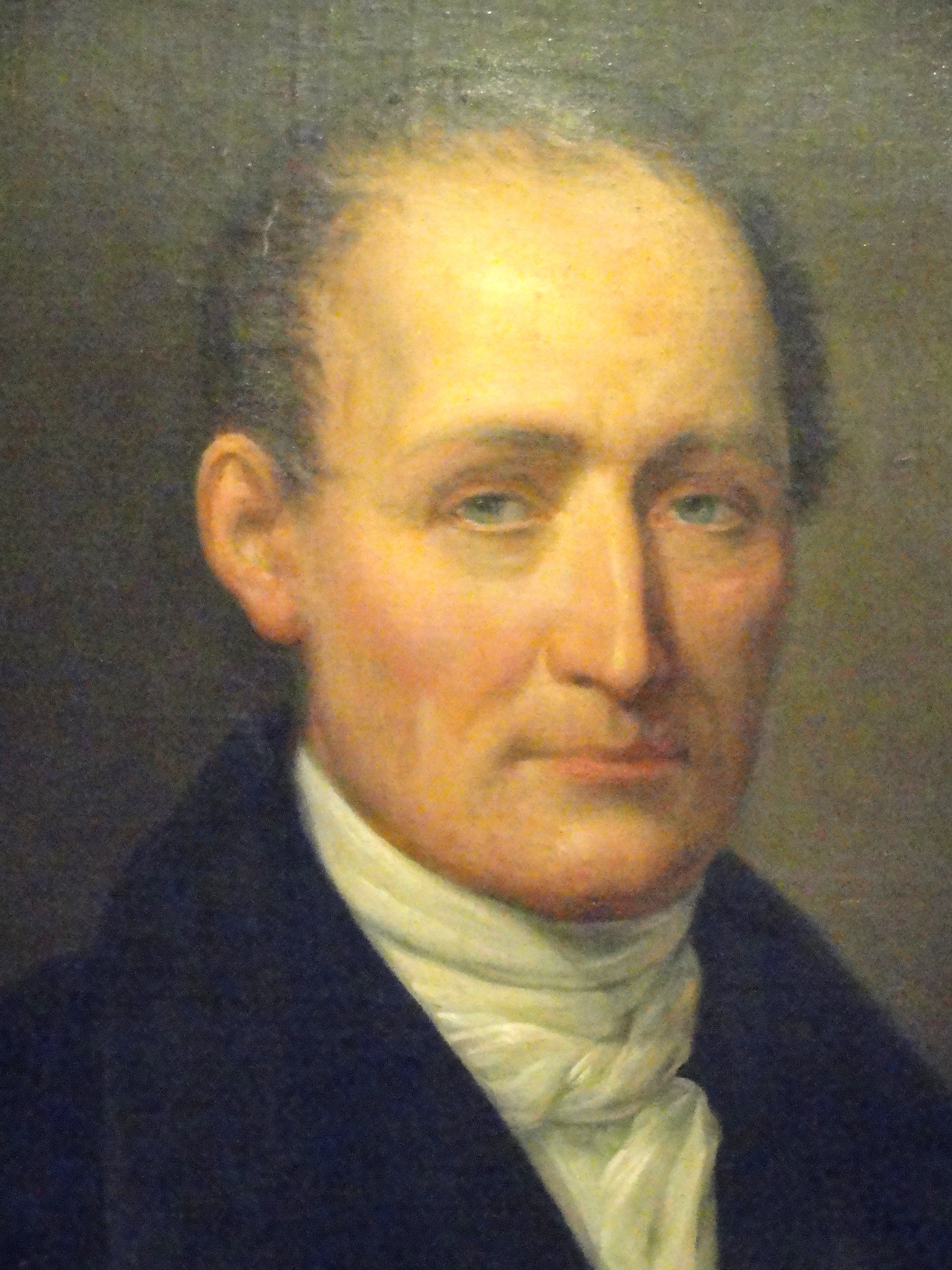
Joseph Nicéphore Niépce (1765–1833)

### Niepe
- Niepel, Georg (1923–2020), deutscher Richter
- Niepel, Hans-Jürgen (1928–2007), deutscher Galerist und Buchhändler
- Niepel, Irene (* 1955), deutsche Malerin
- Niepelt, Dirk (* 1969), deutscher Wirtschaftswissenschaftler
- Niepelt, Friedrich Wilhelm (1862–1936), deutscher Entomologe und Naturalienhändler
- Nieper, Carl Ferdinand (1812–1879), deutscher Jurist und Politiker (DHP), MdR
- Nieper, Georg Heinrich (1748–1841), deutscher Verwaltungsjurist und Vizepräsident der Provinzialregierung im Königreich Hannover
- Nieper, Hans Alfred (1928–1998), deutscher Arzt
- Nieper, Ludwig (1826–1906), deutscher Maler und Holzschneider, Direktor der Kunstakademie und der Gewerbeschule Leipzig
- Nieper, Otto (1866–1931), sächsischer Generalmajor

### Nieph
- Niephaus, Walter (1923–1992), deutscher Schachspieler

### Niepi
- Niepieklo, Alfred (1927–2014), deutscher Fußballspieler

### Niepm
- Niepmann, Simon (* 1985), deutsch-schweizerischer Ruderer

### Niepo
- Niepold, Anne (* 1982), belgische Akkordeonistin und Komponistin
- Niepold, Gerd (1913–2007), deutscher Offizier der Wehrmacht und Bundeswehr
- Nieporte, Grant (* 1973), US-amerikanischer Drehbuchautor
- Niepoth, Friedrich (1888–1963), Landtagsabgeordneter des Volksstaates Hessen

### Niepr
- Niepraschk, Julius (1825–1890), deutscher Gartenarchitekt und Gartendirektor der Kölner Flora

### Nieps
- Niepsuj, David (* 1995), deutsch-polnischer Fußballspieler